# Bleu catacombes
Pour plus de détails, voir Fiche technique et Distribution.
Bleu catacombes est un téléfilm  policier français  réalisé par Charlotte Brandström diffusé pour la première fois le 31 janvier 2014 sur France 2.
C'est l'adaptation du roman policier éponyme de Gilda Piersanti.
Dans la collection de polars Les Saisons meurtrières, ce téléfilm fait suite à Hiver rouge (2011) et précède Jaune iris (2015) et Noir enigma (2017).

## Synopsis
Une tête est retrouvée dans les catacombes de Paris. Le commissaire Rousseau et son équipe trouvent rapidement l'identité de la victime. Il s'agit de Maximilien Müller, un artiste renommé. Mais où est le corps ?  L'enquête mène la police dans l'atelier du peintre où elle retrouve non seulement le corps nu de l'artiste mais aussi celui d'une femme d'une soixantaine d'années également décapitée. Une tête est retrouvée plus tard mais elle ne peut appartenir au corps retrouvé dans l'appartement. Est-ce un tueur en série ?  Les victimes sont-elles liées ?

## Fiche technique
- Scénario : Gianguido Spinelli et Gilda Piersanti (d'après le roman de Gilda Piersanti)
- Production : Sophie Deloche
- Musique : Frans Bak
- Son : Bernard Bats
- 1er assistant de la réalisatrice : Franck Delpech
- Directrice de casting : Françoise Menidrey
- Responsable figuration : Michel Carliez

## Distribution
- Patrick Chesnais : le commissaire Rousseau
- Camille Panonacle : Mariella De Luca
- Jane Birkin : Lili Rousseau, la femme du commissaire
- Ludmila Mikaël : Lydia Müller
- Ruth Vega Fernandez : Cathy Grosjean
- Kenny Douala : Luc Blissol
- Cathy Amaizo : la mère de Luc Blissol
- Michel Bompoil :  François Montalembert
- Gaëlle Bona : Eva Lebouc
- Marie Collins : la mère d'Eva Lebouc
- Christiane Millet : Delphine Fauvet
- Jean-Pierre Cormarie : Maximilien Müller
- Jules Dousset : l'inconnu
- Valérie Flan : la gardienne
- Éric Frey : le légiste
- Jean-Michel Fête : Alexandre de Montalembert
- Marc Léonian : le serrurier
- Bruno López : Borel
- Yvonnick Muller : l'employé d'Alexandre
- Serge Onteniente : le prêtre
- Laurence Roy : Noémie Marchand
- Vincent Vermignon : Ringo
- Emmanuel Vieilly : Jérôme Duarte